# 여우들의 왕자
《여우들의 왕자》(Prince Of Foxes)는 미국에서 제작된 헨리 킹 감독의 1949년 영화이다. 타이론 파워 등이 주연으로 출연하였고 솔 C. 시걸 등이 제작에 참여하였다.

## 출연

### 주연
- 타이론 파워
- 오슨 웰스

### 조연
- 완다 헨드릭스
- 마리나 베르티
- 에버렛 슬론
- 필릭스 에일머

## 제작진
- 미술: 마크리 커크
- 미술: 라일 R. 휠러
- 의상: 비토리오 니노 노바레세